# Эксплейнер
Экспле́йнер (от англ. explain — объяснять) — короткое рекламное видео, знакомящее потенциальных клиентов с продуктом, услугой или компанией.

## Описание
Эксплейнер позволяет донести до клиента максимальное количество информации о продукте, услуге за минимальное количество времени. Эксперты отмечают, что с помощью такого формата можно наглядно и доступно представить большой объём информации, рассказать о преимуществах, мотивируя к приобретению продукта. Эксплейнер как особый формат сторителлинга приобрёл большую популярность в маркетинговых коммуникациях. Включение такого формата в коммуникационную стратегию предоставляет компаниям и брендам преимущество перед конкурентами.
Как правило, эксплейнер характеризуется следующими особенностями:
1. Обязательный элемент — процесс объяснения чего-либо (принцип работы, новый способ решения, отличие от конкурентов).
2. Стандартный хронометраж — 60, 90, 120 секунд[2].
3. Содержание — новый продукт, стартап, услуга, компания, инновации.
4. Отсутствие прямой рекламы (перечисление выгод, которые можно получить при покупке продукта).
5. Использование компьютерной графики (саунд-дизайн, видеодизайна, графического дизайна), анимации и моделирования. Видеосъемка отсутствует совсем или используется в минимальном количестве.
6. Размещение в интернете (видеохостинги), на странице компании, в социальных сетях.

## Процесс создания
Создание эксплейнера предполагает многоэтапный процесс. Участие в создании такого формата принимают комментаторы, сценарист, иллюстратор, художник раскадровки, исполнитель закадрового озвучивания и звуковых эффектов.
Готовый видеоролик должен отражать конкретную тему для конкретной аудитории, проблему, которая актуальна для целевой аудитории. Должна прозвучать запоминающая фраза, лозунг или посыл, преимущества представляемого товара, услуги, компании. А в конце необходимо подведение итогов, которые будут подталкивать зрителей к определённым действиям.
Форма подачи материала может быть разной: графика, фото, видео в сочетании с закадровым текстом. В ролике элементы могут совмещаться, а также ролик может быть сделан в одном стиле.
Сюжет строится на истории от лица персонажа, который проводит экскурсию по компании или рассказывает о продукте.

## Преимущества использования
Эффективное использование эксплейнера позволяет:
- Оперативно рассказать о новом продукте, услуге, компании
- Вызвать положительные эмоции у зрителей из-за использования инструментов компьютерной графики.
- Увеличить продажи. А это увеличение трафика, переходов с видеоролика на сайт, глубины просмотра сайта, количества обратных ответов.
- Сократить издержки. Сокращение времени на общение с клиентом, денежных средств на личную презентацию продукта.
- Выделиться среди конкурентов.
- Использовать все площадки в интернете: социальные сети, сайты, сервисы.
- Оптимизировать рабочие процессы. Экономия времени сотрудника на объяснение информации каждому клиенту[4].